# Nathalie Poza
Nathalie Poza (ur. 7 marca 1972 w Madrycie) – hiszpańska aktorka filmowa, teatralna i telewizyjna. Laureatka Nagrody Goya dla najlepszej aktorki za rolę w filmie Trudno powiedzieć żegnaj (2017) Lino Escalery. Wcześniej była do tej nagrody trzykrotnie nominowana za role w filmach: Dni futbolu (2003) Davida Serrano, Trudne czasy (2005) Manuela Martína Cuenki oraz Jego wszystkie kobiety (2013) Mariano Barroso.